# Galfingue
 Galfingue  (en alsacià Gàlfínge) és un municipi francès, situat a la regió del Gran Est, al departament de l'Alt Rin. L'any 2006 tenia 767 habitants.

## Demografia
| 1962 | 1968 | 1975 | 1982 | 1990 | 1999 |
| ---- | ---- | ---- | ---- | ---- | ---- |
| 347  | 363  | 363  | 508  | 522  | 561  |

## Administració
| Període   | Identitat            | Partit |
| --------- | -------------------- | ------ |
| 2001-2008 | André Jelger         |        |
| 2008-     | Christophe Bitschene |        |